# Oecobius infringens
Espèce
Oecobius infringens est une espèce d'araignées aranéomorphes de la famille des Oecobiidae.

## Distribution
Cette espèce est endémique des îles Canaries en Espagne.

## Publication originale
- Wunderlich, 2011 : Contribution to the spider (Araneae) fauna of the Canary Islands. Beiträge zur Araneologie, vol. 6, p. 352-426.